# Filippo Tortu
Filippo Tortu (født 15. juni 1998) er en italiensk atlet, der konkurrerer i sprintløb.
I 2019 deltog han på 100 meter under verdensmesterskaberne i atletik 2019, hvor han kom på en 7. plads i finalen.
I 2021 repræsenterede han Italien under sommer-OL 2020 i Tokyo på 100 meter, hvor han blev elimineret i semifinalen.